# El Bobar
El Bobar es una pedanía del municipio de Almería (Andalucía-España) situado a 4 km del núcleo principal. En 2022 contaba con 48 habitantes (INE).

## Toponimia
Según la arabista Elena Pezzi, el topónimo de El Bobar parece derivar de bawār, con un significado de baldío, que se contrapone a la posición de Pedro de Alcalá, defensor de la raíz tabawwara (Tierra que no se labra).

## Geografía física

### Ubicación
La localidad se encuentra a 4 km al este de la capital próxima de la desembocadura de río Andarax y de la Universidad de Almería. El Bobar cuenta con una playa no urbana de 1300 metros de longitud, de arena gruesa que, a pesar de su proximidad con el casco urbano de Almería y de permitir el acceso con perros desde 2021, es poco valorada entre los locales.

## Historia
Se tiene constancia de la existencia de una torre vigía según las descripciones de los terrenos realizadas tras el fin de la Reconquista, que distaría 25 varas de la orilla. Esta torre contaría a finales del siglo XVIII con dos cañones, de los que estaría desprovisto hacia 1875, aunque usado por una guarnición de la guardia costera. Por entonces, el terreno se describía como una especie de albufera, hoy totalmente desaparecida, en la que crecían las aneas.

## Geografía humana

### Economía
Se basa en la agricultura intensiva de cultivo en invernadero de hortalizas y vegetales.[cita requerida]

### Infraestructuras
En el Bobar se pueden encontrar las instalaciones tanto de la estación desaladora de Almería, así como la estación depuradora de aguas residuales.